# Шарлин Ван Сник
Шарлин Ван Сник (на френски: Charline Van Snick) е белгийска джудистка, която се състезава в свръхлека категория (до 48 kg).

## Биография
Тя е родена на 2 септември 1990 година в Лиеж. Започва да тренира джудо от ранна възраст и се състезава от 10-годишна.
През 2010 година е трета на Европейското първенство във Виена. През 2012 година остава втора на Европейското първенство в Челябинск, а на Олимпийските игри в Лондон печели бронзов медал.